# Tensfeld
Tensfeld er en by og kommune i det nordlige Tyskland, beliggende i Amt Bornhöved i den nordlige del af Kreis Segeberg. Kreis Segeberg ligger i den sydøstlige del af delstaten Slesvig-Holsten.

## Geografi
Tensfeld ligger omkring 21 km øst for Neumünster. Mod vest går motorvejen A21 fra Bad Segeberg mod Kiel og mod nord går Bundesstraße B430 fra Neumünster mod Plön. Sydøst for kommunen ligger Muggesfelder See. Vandløbet Tensfelder Au har sit udspring i et moseområde i den sydlige del af kommunen og løber mod nord langs dens østgrænse.
Fra 1911 til 1961 var Tarbek station på jernbanen mellem Kiel og Segeberg.